# Galeria Sztuki Współczesnej Esta
Galeria Sztuki Współczesnej „Esta” – galeria sztuki współczesnej założona w 1998 w Gliwicach. Swoją działalność rozpoczęła prezentacją grafiki komputerowej Krzysztofa Kiwerskiego. W następnym roku swoje grafiki komputerowe po raz pierwszy pokazywał Zdzisław Beksiński. Galeria posiada wyłączność na prezentację twórczości graficznej tego artysty. Poza grafiką wystawiane są prace rysunkowe i malarskie. W galerii prezentowali prace m.in.: Jan Dobkowski, Stanisław Fijałkowski, Jan Tarasin, Ryszard Otręba, Jerzy Nowosielski, Franciszek Maśluszczak, Tadeusz Łapiński.